# Rare Exports: A Christmas Tale
Rare Exports: A Christmas Tale är en finländsk fantasy-skräckfilm från 2010 skriven och regisserad av Jalmari Helander. Filmen är baserad på två kortfilmer av bröderna Jalmari och Juuso Helander, Rare Exports Inc. från 2003 och dess uppföljare från 2005, Rare Exports: The Official Safety Instructions.
Rare Exports vann priset Variety Piazza Grande Award vid filmfestivalen i Locarno och fyra priser vid filmfestivalen i Sitges, bland annat bästa film.

## Handling
I norra Finland nära ryska gränsen finansierar en amerikansk miljonär en utgrävning på Korvatunturi. Två pojkar från den närbelägna byn, Pietari och Juuso, smyger sig in på området och tjuvlyssnar på arbetslaget när de diskuterar utgrävningen. När de ger sig av från berget bråkar de om huruvida jultomten existerar eller inte men avbryts av en explosion uppifrån berget. Pietari letar fram och läser gamla böcker om jultomten som där framställs som en närmast demonisk varelse som grymt bestraffar stygga barn.
Dagen före julafton gräver Pietaris pappa en fångstgrop på gården för att skydda renarna från varg. Han väcker sedan Pietari och de beger sig ut för att hägna in renarna tillsammans med resten av byn. De hittar nästan alla renar dödade i närheten av stängslet där pojkarna smög upp till utgrävningen. De vuxna tror att det är vargar kommit in genom stängslet som dödat dem och ger sig upp på berget för att kräva ersättning för de dödade djuren men de finner utgrävningen helt övergiven.
På julaftons morgon märker Pietari att något tagit betet och fallit i fångstgropen, hans far och dennes vän Piiparinen tar upp en gammal, skäggig och naken man ur gropen. De tror först att han är död men konstaterar senare att han lever och männen tror att det är jultomten de tagit tillfånga och erbjuder sig att sälja honom till amerikanerna. Samtidigt börjar alla Pietaris vänner att försvinna.

## Medverkande
| Onni Tommila           | – Pietari Kontio |
| Jorma Tommila          | – Rauno Kontio   |
| Tommi Korpela          | – Aimo           |
| Rauno Juvonen          | – Piiparinen     |
| Per Christian Ellefsen | – Riley          |
| Ilmari Järvenpää       | – Juuso          |
| Peeter Jakobi          | – Pietaris nisse |
| Jonathan Hutchings     | – Brian Greene   |
| Risto Salmi            | – polisen        |

## Produktion
Utomhusscenerna i filmen spelades in den 26 oktober - 24 november 2009 i Nordnorge i byarna Øverbygd i Målselv kommun och Andsfjell i Andslimoen medan några inomhusscener spelades in i studio i Helsingfors 2 mars 2010. Kontios slakteri och tomtefars hangar byggdes upp i Øvrebygd för filmen medan resten av byggnaderna redan fanns på plats.